# كين وارتون
كين وارتون (بالإنجليزية: Ken Wharton)‏ هو كاتب بريطاني، ولد في 21 يونيو 1950 في ليدز في المملكة المتحدة.